# System CRM
System CRM (ang. Customer Relationship Management) – system informatyczny, który automatyzuje i wspomaga procesy na styku klient-organizacja w zakresie pozyskania oraz utrzymania (obsługi) klienta, czyli system wspomagający pracę działów:
- marketingu,
- sprzedaży,
- obsługi klienta,
- zarządu.

Kompleksowe rozwiązanie wspomagające zarządzanie relacjami z klientami powinno zapewnić wspomaganie wszystkich faz kontaktu klienta z organizacją, począwszy od rozpoznania jego potrzeb i identyfikację, poprzez zawarcie transakcji, na usłudze posprzedażnej skończywszy. Składają się na nie trzy rodzaje systemu CRM:
- interaktywny,
- operacyjny,
- analityczny.

Pierwszy rodzaj systemu CRM ma zapewnić realizację pierwszego z wymienionych w poprzednim punkcie celów, tj. uniezależnienia standardu obsługi klienta od kanału komunikacji. Za dwa następne zadania, tj. gromadzenie i udostępnianie informacji o kliencie i produktach, odpowiada CRM typu operacyjnego, a za ostatnie, czyli analizę klientów i ich zachowań – CRM typu analitycznego.
CRM interaktywny jest określany też jako CRM komunikacji (contact center). Jego zadaniem jest obsłużenie wszystkich możliwych kanałów kontaktu klienta z organizacją. Systemy contact center rozwinęły się z systemów call center (tzw. telefoniczne centra obsługi).
Zadaniem CRM operacyjnego jest gromadzenie i udostępnianie wszystkich możliwych informacji o kliencie, które umożliwiają jego wszechstronną i pełną obsługę. Systemy te określane są często jako systemy typu front office i obejmują trzy grupy funkcjonalności, ukierunkowane odpowiednio na marketing, sprzedaż i wsparcie techniczne. Odpowiadają one kolejnym etapom pracy z klientem, czyli jego pozyskaniu, zrealizowaniu sprzedaży i dbaniu o utrzymanie. Zadaniem systemu CRM typu operacyjnego jest również automatyzacja zadań, wchodzących w skład powyższych grup interakcji z klientem:
- Automatyzacja marketingu (ang. marketing automation) wpływa na poprawę wydajności pracy zespołów, zajmujących się w przedsiębiorstwie tworzeniem kampanii reklamowych. Odpowiada za podział klientów na grupy o podobnych zainteresowaniach zakupowych i automatyczne wysyłanie im wiadomości, które zawierają najnowsze informacje marketingowe. Automatyzacja marketingu wykorzystuje przy tym integrację systemu z różnymi formami komunikacji (wliczając w to także media społecznościowe). Dzięki temu system może sam wybrać najlepszą formę dystrybucji informacji do potencjalnych klientów.

- Automatyzacja sprzedaży (ang. Sales Force Automation) zapewnia wsparcia procesów biznesowych, które odnoszą się do sprzedaży towarów i usług oferowanych przez przedsiębiorstwo. Zajmuje się śledzeniem informacji o klientach. Dotyczą one przede wszystkim wykonywanych przez nich zamówień. Wszystko jest przy tym zorganizowane w taki sposób, aby dane zawsze były dostępne dla pracowników. Dzięki temu mogą oni śledzić na bieżąco historię zakupów danego klienta. Na jej podstawie możliwe staje się poznanie jego preferencji oraz potrzeb, co wpływa na tworzenie prognoz sprzedażowych, mających poprawić wyniki sprzedaży przedsiębiorstwa.

- Automatyzacja obsługi klienta (ang. service automation) odpowiada za usprawnienie wszystkich form komunikacji z klientem celem poprawy relacji z nim i zapewniania najlepszej obsługi w przypadku występowania jakichkolwiek problemów z oferowanym przez przedsiębiorstwo produktem. Składają się na to mechanizmy organizacji połączeń poprzez automatyzację zbierania od klienta wstępnych informacji (np. wybieranie odpowiednich kategorii problemów przed połączeniem z konsultantem w call center). System może również monitorować i analizować przebieg rozmów, informując użytkowników o potencjalnych sposobach polepszenia jakości obsługi klienta.

Zadaniem analitycznych systemów CRM jest dokonywanie wszechstronnych analiz danych o klientach, takich jak np.: wielowymiarowa segmentacja klientów, analiza wartości klientów, analiza lojalności, analiza koszykowa. Wykorzystywane są przy tym techniki eksploracji danych, pochodzących z różnych źródeł. Wykrywane są przez to wzorce i korelacje pomiędzy zgromadzonymi informacjami. Wyniki tych analiz wykorzystywane są w automatyzacji zadań operacyjnych systemów CRM. Przekazywane są one również do kadry menadżerskiej przedsiębiorstwa, pozwalając im na podejmowanie dokładniejszych decyzji, które odnoszą się do sprzedaży i marketingu. Dzięki temu poprawia się jakość oferowanych towarów i usług. Poza tym strategie ich dystrybucji mogą zostać dostosowane do potencjalnych gustów i preferencji klientów.
Modele wdrożenia systemów CRM – systemy CRM można wdrożyć w jednej z trzech opcji:
- chmurowej (cloud) – najpopularniejszy i najbardziej elastyczny model wdrożenia,
- lokalnej (on-premise) – ten scenariusz wdrożenia wymaga do utrzymania systemu infrastruktury zbudowanej i zarządzanej lokalnie (czyli w siedzibie firmy),
- hybrydowej – wdrożenie tym modelu wykorzystuje integrację z chmurą (np. Microsoft) i usługi chmurowe w określonym zakresie, przy jednoczesnym przechowywaniu danych lokalnie w infrastrukturze firmy.

Ze względu na swoje właściwości w zakresie pracy grupowej (Groupware) do zarządzania Sprawami Klientów oraz jako łącznik (warstwa pośrednia) pomiędzy systemami WEB-owymi typu FrontOffice takimi jak: ESP, e-BOK, system bankowości elektronicznej itp. a systemami transakcyjnymi typu BackOffice takimi jak: system CRM czy system ERP może służyć Elektroniczny obieg dokumentów (EOD).  

## Lista największych CRM
List systemów CRM z rocznymi przychodami ponad 100 mln USD:
| Logo | Nazwa      | Licencja | Języki                                                                             | Data założenia | Używane języki        |
| ---- | ---------- | -------- | ---------------------------------------------------------------------------------- | -------------- | --------------------- |
|      | HubSpot    | SaaS     | en, fr, jp, de, pt, es                                                             | 2014           | Java                  |
|      | Pipedrive  | SaaS     | cs, en, de, et, es, fr, id, it, jp, ko, lv, nl, nb, pl, pt, ru, fi, sv, tr, uk, zh | 2011           | Java, PHP, Javascript |
|      | Salesforce | SaaS     | br, ca, fr, de, it, nl, se, jp, cn, tw, kr, th                                     | 1999           | APEX                  |
|      | Zoho CRM   | SaaS     | en, pt, fr, ar, th, cn, it, de, nl, id, jp, vi, he                                 | 1999           | Java                  |
|      | SugarCRM   | SaaS     | es, en, de, fr, it, jp                                                             | 2004           | PHP                   |